# Есар (Па де Кале)
Есар (фр. Essars) насеље је и општина у североисточној Француској у региону Север-Па д Кале, у департману Па де Кале која припада префектури Béthune.
По подацима из 2011. године у општини је живело 1632 становника, а густина насељености је износила 438,71 становника/km². Општина се простире на површини од 3,72 km². Налази се на средњој надморској висини од 21 метар (максималној 23 m, а минималној 18 m).

## Демографија
| 1962. | 1968. | 1975. | 1982. | 1990. | 1999. | 2011. |
| ----- | ----- | ----- | ----- | ----- | ----- | ----- |
| 901   | 1.175 | 1.151 | 1.683 | 1.919 | 1.732 | 1.632 |

График промене броја становника у току последњих година